# Пери-Мирин

Пери-Мирин на карте штата.

Пери-Мирин (порт. Peri Mirim) — муниципалитет в Бразилии, входит в штат Мараньян. Составная часть мезорегиона Север штата Мараньян. Входит в экономико-статистический микрорегион Байшада-Мараньенси. Население составляет 13 803 человека на 2010 год. Занимает площадь 398,720 км². Плотность населения — 34,62 чел./км².

## Демография
Согласно сведениям, собранным в ходе переписи 2010 г. Национальным институтом географии и статистики (IBGE), население муниципалитета составляет:
| Полное население                               | Полное население                               | Полное население                               | Полное население                               | 13 803 |
| ---------------------------------------------- | ---------------------------------------------- | ---------------------------------------------- | ---------------------------------------------- | ------ |
| в том числе:                                   | Городское население                            | 3668                                           | Процент городского населения, %                | 26,57  |
|                                                | Сельское население                             | 10 135                                         | Процент сельского населения, %                 | 73,43  |
|                                                | Мужское население                              | 6989                                           | Процент мужского населения, %                  | 50,63  |
|                                                | Женское население                              | 6814                                           | Процент женского населения, %                  | 49,37  |
| Плотность населения, чел/км²                   | Плотность населения, чел/км²                   | Плотность населения, чел/км²                   | Плотность населения, чел/км²                   | 34,62  |
| Население муниципалитета в % к населению штата | Население муниципалитета в % к населению штата | Население муниципалитета в % к населению штата | Население муниципалитета в % к населению штата | 0,21   |

По данным оценки 2016 года, население муниципалитета составляет 14 019 жителей.

## Статистика
- Валовой внутренний продукт на 2003 год составляет 15 217 534,00 реалов (данные: Бразильский институт географии и статистики).
- Валовой внутренний продукт на душу населения на 2003 год составляет 1175,19 реалов (данные: Бразильский институт географии и статистики).
- Индекс развития человеческого потенциала на 2000 год составляет 0,593 (данные: Программа развития ООН).